# Белькур, Тим
Ти́моти Е. «Тим» Бельку́р (англ. Timothy E. "Tim" Belcourt; род. 4 июля 1962, Пенетангуишин, Онтарио) — канадский кёрлингист.
В составе мужской сборной Канады чемпион мира среди мужчин 1987. Чемпион Канады среди мужчин (1987).
Играл на позициях второго и четвёртого. Несколько сезонов был скипом команды.
В 1991 году ввёден в Зал славы канадского кёрлинга вместе со всей командой Расса Ховарда (другие члены команды: Гленн Ховард и Кент Карстерс).

## Достижения
- Чемпионат мира по кёрлингу среди мужчин: золото (1987).
- Чемпионат Канады по кёрлингу среди мужчин: золото (1987), серебро (1986), бронза (1989).

## Команды
| Сезон   | Четвёртый     | Третий          | Второй         | Первый          | Запасной           | Турниры                                 |
| ------- | ------------- | --------------- | -------------- | --------------- | ------------------ | --------------------------------------- |
| 1981—82 | Тим Белькур   | Arnold McCaulay | Brian Belcourt | Marty Ritchie   | тренер: Bob Storey |                                         |
| 1985—86 | Расс Ховард   | Гленн Ховард    | Тим Белькур    | Кент Карстерс   | Ларри Мёркли       | ЧК 1986                                 |
| 1986—87 | Расс Ховард   | Гленн Ховард    | Тим Белькур    | Кент Карстерс   | Ларри Мёркли (ЧК)  | ЧК 1987 · ЧМ 1987 · КООК 1987 (4 место) |
| 1988—89 | Расс Ховард   | Гленн Ховард    | Тим Белькур    | Кент Карстерс   | Ларри Мёркли       | ЧК 1989                                 |
| 1996—97 | Тим Белькур   | Кент Карстерс   | Kevin Fleming  | Randy Mooney    |                    |                                         |
| 1998—99 | Тим Белькур   | Кент Карстерс   | Kevin Fleming  | Randy Mooney    |                    |                                         |
| 1999—00 | Dale Matchett | Тим Белькур     | Gary Rusconi   | Randy Moody     |                    |                                         |
| 2007—08 | Тим Белькур   | Mark Townes     | Larry Fleming  | Rob Ritchie     |                    |                                         |
| 2008—09 | Тим Белькур   | Mark Townes     | Larry Fleming  | Rob Ritchie     |                    |                                         |
| 2010—11 | Kevin Fleming | Тим Белькур     | Mark Townes    | Tim Campbell    |                    |                                         |
| 2011—12 | Тим Белькур   | Kevin Fleming   | Tim Campbell   | Larry Fleming   |                    |                                         |
| 2016—17 | Тим Белькур   | Kevin Fleming   | Arnold McAuley | Allan Johnstone |                    |                                         |
| 2017—18 | Тим Белькур   | Kevin Fleming   | Arnold McAuley | Allan Johnstone |                    |                                         |

(скипы выделены полужирным шрифтом)